# Chalciporus pseudorubinellus
Chalciporus pseudorubinellus là một loại nấm bolete trong họ Boletaceae, được tìm thấy ở Bắc Mỹ và Trung Mỹ. Loài nấm này đã được mô tả lần đầu tiên vào năm 1971 bởi các nhà nấm học Alexander H. Smith và Harry Delbert Thiers với danh pháp khoa học Boletus pseudorubinellus. Những mẫu vật điển hình được thu thập tại quận Cheboyban, gần hồ Burt ở Michigan. C. pseudorubinellus đã được chuyển đến chi Chalciporus vào năm 1997. Phân tích phân tử chỉ ra rằng nó có liên quan chặt chẽ đến chalciporus rubinus.
Chalciporus pseudorubinellus được tìm thấy ở rừng cây lá kim, thường ở giữa rêu, từ New York về hướng tây đến Minnesota ở Bắc Mỹ, quả thể xuất hiện từ tháng 7 đến tháng 9. Những mẫu vật điển hình được tìm thấy mọc thành nhóm gần các cây vân sam. Tại Colombia, chúng mọc gắn liền với cây sồi.